# 洵阳郡
洵阳郡，中国古代的郡。
西魏置，治所在洵阳县（今陕西省旬阳县北洵河北岸）。属洵州。辖境相当今陕西省安康市东部一带。隋朝开皇初年，废。 